# Anisodes kohensis
Anisodes kohensis är en fjärilsart som beskrevs av Holloway 1979. Anisodes kohensis ingår i släktet Anisodes och familjen mätare. Inga underarter finns listade i Catalogue of Life.